# Ustav Federativne Narodne Republike Jugoslavije
Ustav Federativne Narodne Republike Jugoslavije iz 1946. godine, predstavljao je ustavnopravno izražavanje tekovina komunističke revolucije u zemlji. Donesen je 31. siječnja 1946. godine, na zajedničkoj sjednici oba doma (Savezne skupštine i Skupštine naroda) Ustavotvorne skupštine, nekoliko mjeseci nakon proglašenja FNR Jugoslavije 29. studenoga 1945. godine. Tim je ustavom formalno prestao važiti dotadašnji Ustav Kraljevine Jugoslavije iz 1931. godine, te je ustavnopravno potvrđena vlast koja se pod vodstvom Saveza komunista Jugoslavije (SKJ) uspostavila za vrijeme Drugog svjetskog rata. Bio je to prvi od tri ustava koje je Druga Jugoslavija donijela prilikom svog postojanja.

## Odredbe
Potpuni prekid s Kraljevinom Jugoslavijom ostvaren je proglašavanjem federalnog uređenja sa šest novih republika i dvije autonomne pokrajne. Napuštena je doktrina troplemenog naroda, te je dat status nacije Makedoncima i Crnogorcima.
Drugo bitno obilježje novo donesenog ustava je bilo ugledanje na Ustav Sovjetskog Saveza (SSSR) iz 1936. godine tj. tako zvani "Staljinov ustav". Ustav je sadržavao odredbe o dominantnom položaju državnog vlasništva, organizaciji vlasti na načelu jedinstva vlasti i dvodijelnu podjelu svih državnih organa na organe državne vlasti i organe državne uprave.
Podjela nadležnosti postojala je između savezne države, republika članica, teritorijalne samouprave i lokalne samouprave. Na istom nivou vlasti postojalo je načelo jedinstva vlasti, a okomito uređenje bilo je bazirano na načelu tzv. demokratskog centralizma, koji je definirao vodeći ustavotvorac tog vremena Edvard Kardelj. To je zapravo značilo uvođenje etatističkog društvenog i centralističkog državnog uređenja, pored nominalnog federalizma. Ideološki, politički i drugi oblici pluralizma bili su isključeni.
Ustav FNRJ je također bio prvi, od svih ustava, na području Jugoslavije koji je u formalnom smislu dao pravo glasa ženama.

## Praksa
Ovaj Ustav je omogućio učvršćivanje nove vlasti u zemlji, ali je ubrzo pokrenut proces njegove izmjene zbog sukoba sa SSSR-om, dotadašnjim saveznikom i uzorom. Jugoslovenski su vlastodršci, oslobođeni ideoloških veza s Moskvom, počeli stvarati vlastitu verziju socijalizma, koji će kasnije postati poznat kao socijalističko samoupravljanje. Taj je proces otpočeo ustavnim amandmanima 1950. i 1952. godine, a suštinske promjene su uslijedile 1953. godine Ustavnim zakonom o osnovama društvenog i političkog uređenja FNRJ i saveznim organima vlasti.

## Vanjske poveznice
- Arhiva Jugoslavije Ustav Federativne Narodne Republike Jugoslavije, 31. siječnja 1946.
- Integralni tekst Ustava FNRJ iz 1946.  Arhivirana inačica izvorne stranice od 26. kolovoza 2016. (Wayback Machine) (srpski jezik, ćirilica)